# 豊田市立小渡小学校
豊田市立小渡小学校（とよたしりつ おどしょうがっこう）は、愛知県豊田市下切町平田3012ｰ1にある公立小学校。2019年度（令和元年度）時点の児童数は44人、学級数は6学級であり、児童の約半数がスクールバスで通学している。

## 歴史
- 1967年（昭和42年）4月1日 - 東加茂郡旭村が町制を施行して旭町となる。〈旧〉旭村立小渡小学校と旭村立浅野小学校を統合して〈新〉旭町立小渡小学校が開校。
- 1968年（昭和43年）4月1日 - 旭町立笹戸小学校を統合。
- 1970年（昭和45年） - 体育館が竣工。
- 1971年（昭和46年） - プールが竣工。
- 1978年（昭和53年） - 屋外運動場照明施設が竣工。
- 1997年（平成9年） - 旭町立生駒小学校を統合。
- 2005年（平成17年）4月1日 - 豊田市立小渡小学校に改称。

## 児童数
- 1967年（昭和42年） - 243人
- 1977年（昭和52年） - 206人
- 1987年（昭和62年） - 142人
- 1997年（平成9年） - 97人
- 2021年（令和3年） - 38人